# 呂希萊山
47°19′28″N 10°6′40″E / 47.32444°N 10.11111°E

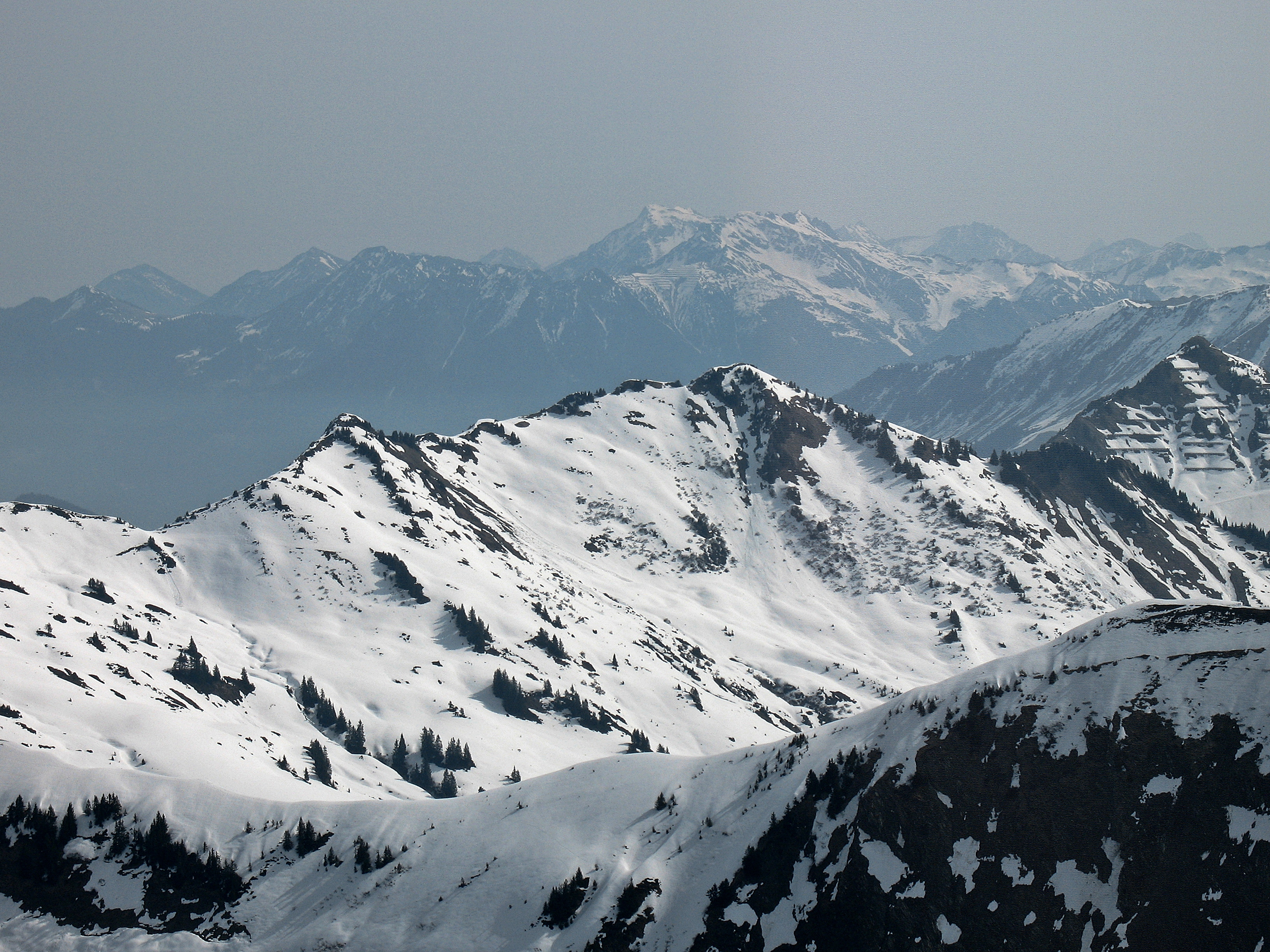

呂希萊山（德語：Lüchlekopf），是奧地利的山峰，位於該國西部，由福拉爾貝格州負責管轄，屬於阿爾高阿爾卑斯山脈的一部分，距離瓦爾門丁格山1.3公里，海拔高度1,989米。